# Biró Marcell
Biró Marcell (Budapest, 1978 –) magyar jogász. 2015-2018 között a Miniszterelnöki Kabinetiroda, majd 2018-2021 között a Miniszterelnöki Kormányiroda közigazgatási államtitkára. 2021-2024 között a Szabályozott Tevékenységek Felügyeleti Hatósága és a Koncessziós Tanács elnöke. 2024-től a miniszterelnök nemzetbiztonsági főtanácsadója.

## Végzettsége
2002-ben a Pázmány Péter Katolikus Egyetem Jog- és Államtudományi Karán szerzett jogász diplomát. Az Európa jogi szakjogász végzettséget 2005-ben szerezte meg. 2010-ben tette le a jogi szakvizsgát.

## Szakmai pályafutása
2003-2005 között az Egészségügyi Minisztériumban dolgozott gyakornokként, majd 2005-2008 között az Országos Egészségbiztosítási Pénztár munkatársa volt. 2008-ban rövid ideig a Fővárosi Gázművek Zrt. előadója.
2008-2010 között az Országgyűlés Hivatala jogi munkatársa. 2010-2011 között a Közigazgatási és Igazságügyi Minisztérium közigazgatási államtitkárának titkárságvezetője, majd 2011-2014. júniusa között közigazgatási államtitkár volt.
2014. júniusa és októbere között Külgazdasági és Külügyminisztérium közigazgatási államtitkára volt, majd 2015. októberéig a Belügyminisztérium miniszteri kabinetfőnöke.
2015. október 21-től az újonnan megalakult Miniszterelnöki Kabinetiroda közigazgatási államtitkára.
2018. május 22. és 2021. július 31. között – a negyedik Orbán-kormány megalakulását követően felállított – Miniszterelnöki Kormányiroda közigazgatási államtitkára.
2021. október 1. és 2024. március 14. között – a még 2021 tavaszán létrehozott, és a miniszterelnök közvetlen irányítása alá tartozó – Szabályozott Tevékenységek Felügyeleti Hatósága (SZTFH) elnöke.
2021. november 19. és 2024. március 14. között a Koncessziós Tanács elnöke is.
2024. március 14-től a miniszterelnök nemzetbiztonsági főtanácsadója.

## Közéleti megbízatásai
2006-tól a Magyary Zoltán Közigazgatási Törzsasztal tagja és titkára, 2012-2014 között pedig a Magyar Triatlon Szövetség elnöke. 

## Családja
Nős, két gyermek édesapja.